# Iginio Ugo Tarchetti
Iginio Ugo Tarchetti (ou Igino Ugo Tarchetti), francisé comme Hygin-Hugues Tarquece; né le 29 juin 1839 à San Salvatore Monferrato, au Piémont, et mort le 25 mars 1869 à Milan, est un écrivain italien du XIXe siècle et l'une des figures de proue de la Scapigliatura milanaise et de la Ligne lombarde.

## Biographie
Auteur de romans, de pamphlets et de poèmes, Iginio Ugo Tarchetti est très engagé dans les révolutions politiques et littéraires de son époque.
Fosca, l'œuvre majeure d'Iginio Ugo Tarchetti, a été adaptée au cinéma par Ettore Scola en 1981 sous le titre de Passion d'amour (Passione d'amore). En France, le roman est publié une première fois chez Plon à la sortie du film, et une seconde fois aux éditions du Sonneur en 2009, sous son titre original, avec une postface d'Olivier Favier. Il est traduit par Bernard Guyader.
Malade de la tuberculose, il meurt de la fièvre typhoïde à 29 ans.

## Œuvres

### Romans
- Paolina. Mistero del coperto del Figini (1867)
- Drammi di vita militare (1866)
- Storia di una gamba (1869)
- Fosca (1869), œuvre inachevée complétée par Salvatore Farina Traduit en français sous le titre Passion d'amour, traduit par Bernard Guyader, Paris, Plon, 1981 ; réédition de la même traduction révisée sous le titre Fosca, Paris, Éditions du Sonneur, 2009  (ISBN 978-2-916136-18-9)

### Nouvelles
- Amore nell'arte (1869)
- Racconti fantastici (1869) Traduit en français sous le titre Les Funestes (Racconti fantastici, 1869), traduit par Karin Dubois, Toulouse, Éditions Ombres, coll. « Petite bibliothèque Ombres », no 82, 1996  (ISBN 2-84142-045-0)
- Racconti umoristici (1869)

### Poésie
- Disjecta (1879)

### Journal de voyage
- L’innamorato della montagna. Impressioni di un viaggio (1869)

### Essais
- Idee minime sul romanzo (1865)

### Traduction
- L'amico comune (Our Mutual Friend) de Charles Dickens (1868)

## Adaptation
- 1981 : Passion d'amour (Passione d'amore), film italien réalisé par Ettore Scola, d'après le roman Fosca, avec Bernard Giraudeau, Valeria D'Obici et Laura Antonelli